# Selkäsaari (ö i Södra Österbotten, Kuusiokunnat, lat 62,48, long 23,67)
Selkäsaari är en ö i Finland. Den ligger i sjön Miekkajärvi och i kommunen Alavo i den ekonomiska regionen  Kuusiokunnat  och landskapet Södra Österbotten, i den sydvästra delen av landet, 260 km norr om huvudstaden Helsingfors. Öns area är 0,5 hektar och dess största längd är 110 meter i nord-sydlig riktning.